# 10809 Majsterrojr
10809 Majsterrojr este un asteroid din centura principală de asteroizi.

## Descriere
10809 Majsterrojr este un asteroid din centura principală de asteroizi. A fost descoperit pe 17 martie 1993 la Observatorul La Silla în cadrul programului UESAC. Asteroidul prezintă o orbită caracterizată de o semiaxă mare de 3,15 ua, o excentricitate de 0,17 și o înclinație de 6,4° în raport cu ecliptica.